# مالين 1
مالين 1 (بالإنجليزية: Malin 1)‏ هي مجرة حلزونية عملاقة ذات سطوع سطحي منخفض وهي أول مجرة ذات سطوع سطحي منخفض (النموذج الأولى)
تكتشف وأكبر مجرة حلزونية معروفة حتى الآن. تقع المجرة على بعد يقدر بحوالي 1.19 مليار سنة ضوئية في كوكبة الهلبة، بالقرب من القطب المجري الشمالي قطرها يقارب 650،000 سنة ضوئية، أكبر بست مرات ونصف من درب التبانة. اكتشفت مالين 1 من قبل عالم الفلك ديفيد مالين في عام 1986.
قرص مجرة مالين 1 غني بالغاز وخافت لدرجة أنها لم تكتشف إلا عن طريق الصدفة في عام 1987 من قبل علماء الفلك الأمريكيين كريستوفر إمبي وجريجوري بوثون على لوحات فوتوغرافية تمت معالجتها من قبل ديفيد مالين. يرتفع سطوع سطح المجرة في الذراع الحلزوني المركزي البالغ قطرة 30،000 سنة ضوئية، وللمجرة حوصلة قطرها 10،000 سنة ضوئية. ويصنف الحلزون المركزي كحلزون ضلعي SB0a .

## وصلة خارجية
- Malin-1-daviddarling